# Verifica dei poteri
La verifica dei poteri è l'atto in base al quale un organismo collegiale, prima di procedere all'esercizio delle sue funzioni, si pone il problema della regolarità della sua costituzione. Ciò comporta - in via preliminare, per la vita stessa dell'organo - che una volta per tutte siano conosciuti e convalidati i titoli di ammissione dei suoi componenti.

## Campi di applicazione

### Conferenze diplomatiche
Nelle conferenze internazionali avviene la verifica delle lettere credenziali degli agenti diplomatici: si tratta di una funzione tutt'altro che formale, visto che è sempre più affidata a organi ad hoc che non esaminano solo la lettera di conferimento dell'incarico al plenipotenziario ma - come avvenne all'Assemblea generale delle Nazioni Unite dal 1971 al 1973, con la sostituzione della Cina nazionalista con la Cina popolare - valutano anche le questioni che attengono alla personalità giuridica dello Stato rappresentato.

### Assemblee rappresentative
Nelle assemblee rappresentative (nazionali o sovranazionali) di tipo elettivo, invece, ciò si sostanzia nella convalida dei risultati elettorali e nel giudizio sull'inesistenza di cause personali ostative all'elezione o di cause di ineleggibilità. Uno dei più antichi precedenti è quello della dokimasia dell'antica Grecia, il controllo dei requisiti dei neoeletti alla Boulé operato dai componenti già in carica.
Nel Medio Evo tale controllo fu spostato in capo all'organo neoeletto, in base allo Statuto de tallagio non concedendo, e tale rimase in Inghilterra fino al 1868 quando fu attribuito alle alte giurisdizioni. In Italia, oltre all'organo elettivo Camera dei deputati, la procedura si applicava anche all'organo vitalizio nominato del monarca: il primo adempimento del Senato del Regno - appena insediatosi, nel 1848, ai sensi dello Statuto albertino - fu la costituzione degli organi incaricati di riferire al plenum sulla verificazione dei titoli dei nuovi senatori.

## Nel diritto pubblico italiano
Nel Parlamento della Repubblica Italiana l'organo deputato in pianta stabile a tale attività è la Giunta delle elezioni in via preparatoria e l'assemblea plenaria di ciascuna Camera in via definitiva. Rispetto ai risultati elettorali, i regolamenti parlamentari contemplano una prima giunta provvisoria, incaricata delle incombenze immediate (opzioni e proclamazioni in subentro), e poi una giunta definitiva, che - in corso di vita dell'organo - proceda a esaminare la regolarità della sua costituzione e a respingere o accogliere i ricorsi contro le proclamazioni effettuate dagli uffici elettorali in violazione della legge o con un calcolo erroneo dei risultati elettorali. La decisione finale spetta all'assemblea in entrambe le Camere.
Per le assemblee rappresentative degli altri enti territoriali, si prevedono invece deliberazioni adottate già nella prima seduta, in materia di capacità elettorale passiva, eleggibilità o candidabilità dei propri componenti: tali decisioni - assunte, in sede di esame della condizione degli eletti, dal consiglio comunale o provinciale ai sensi dell’articolo 41 comma 1 del decreto del Presidente della Repubblica 18 agosto 2000, n. 267 - non pregiudicano però la proposizione dell'azione popolare elettorale.

### Fondamento costituzionale
L'art. 66 della vigente Costituzione italiana stabilisce che "ciascuna Camera giudica dei titoli di ammissione dei suoi componenti e delle cause sopraggiunte d'ineleggibilità e incompatibilità". Si tratta di un'autentica "prerogativa costituzionale", per cui risulta escluso qualsiasi controllo alternativo, concorrente o successivo a opera di qualsivoglia autorità giurisdizionale od amministrativa; tale esclusività rende meno rigoroso il controllo dell'incidentalità necessaria per attivare il giudizio di legittimità costituzionale della legge elettorale delle Camere. Secondo Felice Besostri, "siamo l’unico paese europeo in cui il giudizio finale sul processo elettorale viene dato dallo stesse Camere che vengono elette, senza possibilità di ricorso. Il risultato è che, di fatto, non si possono impugnare gli esiti elettorali”.
Poiché tale controllo si esplica nei confronti delle risultanze di un'attività amministrativa, quale quella che ha portato alla proclamazione degli eletti, si tratta a tutti gli effetti di una "riserva di giurisdizione", in cui le Camere agiscono secondo i principi dell'attività giurisdizionale. Esse infatti, col giudizio di verifica dei poteri, hanno, in maniera esclusiva, il compito di:
I. sindacare la validità dell'elezione, o della nomina, di ogni singolo parlamentare (c. d. giudizio di convalida) attraverso il controllo, per i membri elettivi, sulla ritualità delle operazioni elettorali e la sussistenza dei requisiti di capacità per conseguire l'ufficio (assenza di cause di ineleggibilità originarie), e per i membri non elettivi del Senato, sul decreto di nomina;
II. accertare l'assenza di cause ostative al mantenimento dell'ufficio parlamentare (incompatibilità, ineleggibilità c. d. sopravvenute, morte e dimissioni) conosciuto come giudizio sulle cause di decadenza.
Le attività di verifica dei poteri sono svolte, in sede istruttoria, alla Camera dei deputati dalla Giunta delle elezioni e al Senato della Repubblica dalla Giunta delle elezioni e delle immunità parlamentari, in base alle norme dei rispettivi regolamenti.

### Procedura di convalida
Il giudizio di convalida si divide in due fasi:
1. Una fase necessaria, detta di delibazione: consiste in un primo esame della Giunta, al fine di procedere a convalidare le proclamazioni di tutti quei senatori sui quali non versi alcun fondato dubbio circa la presenza di irregolarità rilevanti nella loro elezione, la mancanza dei requisiti personali per essere eletto e l'assenza di condizioni di ineleggibilità originaria. Per essa viene nominato un relatore per ogni circoscrizione elettorale, secondo un criterio automatico e prestabilito dai regolamenti parlamentari al fine di escludere qualsiasi diretto interesse del medesimo sui risultati dell'elezione che è chiamato a controllare.
2. Una fase eventuale, detta di contestazione dell'elezione; essa è fase eventuale (a conclusione della fase di delibazione), versandosi in essa se le Giunte non ritengono di convalidare l'elezione. Tale procedura si riferisce a un singolo titolare di seggio: a esso, e solo a ciascuno di esso, si applicano le singole fasi della procedura di contestazione, che consistono nell'udienza pubblica, nel contraddittorio scritto e orale, nella c. d. concentrazione processuale e nella motivazione pubblica della decisione.

#### Fase di delibazione
La procedura, in Senato, ha inizio con la designazione dei relatori per ciascuna regione e si conclude entro il termine (ordinatorio, ma rispettato in pressoché tutte le ultime legislature del Senato) di 18 mesi. I relatori:
a1) prendono in esame i documenti elettorali. Ciò avviene sovrintendendo il lavoro di rettifica dei dati di proclamazione, effettuato sulla scorta delle segnalazioni che gli Uffici effettuano: esse sono tratte dai prospetti riepilogativi, redatti a seguito del lavoro di immissione in un'apposita banca dati informatica dei risultati elettorali desunti dai verbali trasmessi dagli Uffici elettorali sezionali e regionali. Il programma informatico segnala gli errori materiali contabili e di trascrizione avvenuti, e gli Uffici istruiscono la valutazione se tali errori richiedano la correzione dei dati di proclamazione. A seguito della attività così svolta, regione per regione, si addiviene a un prospetto dei dati di convalida, che può coincidere o meno con quelli di proclamazione. Nel fare questo la Giunta esercita un potere di intervenire ex officio per risolvere situazioni che si ritiene diano adito a dubbi (es. revisione delle graduatorie degli eletti e non eletti); tale potere della Giunta di agire, ancorché non ci sia protesta, è previsto dall'articolo 2 del Regolamento per la verifica dei poteri;
a2) prendono in esame gli eventuali ricorsi. A differenza dei reclami e delle proteste (che potranno essere presentate durante lo svolgimento delle operazioni elettorali), l'obbligo di trattazione attiene ai soli ricorsi tempestivi, cioè quelli che siano spediti entro venti giorni dalle proclamazioni interessate; tutti il resto costituisce mero esposto, valutabile dalla Giunta nell'esercizio del potere officioso di cui sopra (a1). I relatori valutano i ricorsi tempestivi ammissibili, ai fini della proposta da portare alla Giunta. I ricorsi ritualmente presentati danno luogo a un primo possibile contraddittorio, mediante la loro sollecita comunicazione ai senatori direttamente interessati, i quali possono presentare osservazioni, entro venti giorni. A questa procedura obbligata se ne aggiunge un'altra, di tipo eventuale: nel caso in cui dopo una prima analisi delle fattispecie non ritenga di avere tutti gli elementi per proporre un esito al procedimento di delibazione, il relatore richiede alla Giunta di "ammettere il proclamato, e ove necessario, gli eventuali ricorrenti all'esame dei documenti e dei ricorsi, affinché questi possano fornire chiarimenti, anche mediante memorie scritte". Se la Giunta accoglie la proposta, viene all'uopo costituito un Comitato inquirente;
b) riscontrano il possesso da parte degli eletti dei requisiti richiesti dalla legge. Ciò avviene, tra l'altro, valutando le dichiarazioni rese dai senatori nel foglio-notizie, ai fini dell'inesistenza delle condizioni di ineleggibilità previste dalla legge (va rammentato che invece il giudizio sulle incompatibilità ricade nel diverso giudizio sulle cause di decadenza); anche in tale funzione si danno casi di valutazioni officiose e di esame di ricorsi di parte.
Il relatore espleta le sue funzioni secondo un calendario dettato dall'Ufficio di Presidenza integrato, o, in assenza, secondo il criterio prior in tempore, potior in iure (che prende le mosse dalla comunicazione con cui ciascun relatore comunichi con congruo preavviso agli uffici la sua intenzione di iniziare le proprie attività). In tal caso, saranno gli uffici a effettuare la stesura di un calendario delle attività dei vari relatori compatibile con i vincoli logistici e organizzativi di gestione delle risorse del personale disponibile.
Se si ritiene che i casi dubbi potrebbero giungere ad alterare il risultato in base al quale si giunse alla proclamazione di un senatore, allora il relatore propone alla Giunta apposite attività istruttorie. Esse consistono: 
1.	nella revisione delle schede elettorali secondo criteri dettati in precedenza dalla Giunta stessa. In particolare, la Giunta può sempre disporre la revisione, parziale o totale, delle schede nulle bianche e contenenti voti nulli o contestati, allegate ai verbali dei singoli uffici elettorali sezionali. Ove ritenuto essenziale, la Giunta può deliberare la revisione, totale o parziale o per campione, delle schede valide di uno o più collegi; a tal fine viene costituito un apposito organo interno, chiamato a operare, senza la presenza delle parti, il riesame delle schede e a proporre alla Giunta la eventuale rettifica dei risultati elettorali;
2.	la costituzione di un Comitato inquirente, chiamato a compiere le indagini che non rientrino nell'attività di revisione delle schede elettorali, quali possono essere l'assunzione di testimonianze, l'effettuazione di sopralluoghi, perizie tecniche ecc. Questo organo può, comunque, essere istituito in qualsiasi momento del procedimento di verifica delle elezioni in Giunta; a esso le "parti interessate" possono chiedere il compimento di determinati atti istruttori e devono essere preavvertite del loro svolgimento; il comitato non è vincolato alle richieste delle parti.
Il relatore, terminata l'istruttoria, avanza una proposta per ciascuno dei senatori della regione affidatagli; la sua proposta sarà di convalida o di contestazione dell'elezione. Se la Giunta accoglie la proposta di convalida, essa è definitiva: di essa il Presidente dà mera comunicazione all'Assemblea (ma, sul punto, la Camera nel 2002 ha ammesso la presentazione in Assemblea di ordini del giorno in difformità, mentre nel febbraio 2008 in Assemblea del Senato fu data la parola al senatore Manzione in dissenso dalle convalide comunicate dal Presidente); se sul seggio convalidato sono stati avanzati ricorsi elettorali, la decisione definitiva della Giunta, con le relative motivazioni, è comunicata ai ricorrenti e ai senatori interessati.
La Camera dei deputati segue una procedura parzialmente diversa, dettata dai Regolamenti del 1998.

#### Fase di contestazione
Se l'elezione viene dichiarata contestata, il Presidente della Giunta, d'intesa con il Presidente del Senato, fissa il giorno e l'ora per la seduta pubblica, che normalmente sarà unica e non potrà essere differita, tranne in caso di forza maggiore. Le parti saranno preavvertite e potranno presentare memorie e prendere visione degli atti, entro termini perentori.
L'esposizione preliminare è del relatore, mentre la conduzione di udienza spetta al Presidente, che dirige la discussione e gli interventi delle parti. Segue la camera di consiglio per la decisione, che deve essere adottata subito o, in casi eccezionali, non oltre quarantotto ore. Alla riunione in camera di consiglio partecipano i componenti della Giunta, che siano stati presenti alla seduta pubblica per tutta la sua durata, con l'assistenza del funzionario addetto all'ufficio di segreteria della Giunta. La decisione viene immediatamente letta dal Presidente in seduta pubblica, mentre la sua motivazione sarà argomentata nella relazione per l'Assemblea (che proporrà la contestazione o la convalida).

### Discussione in Assemblea
In Assemblea del Senato le proposte della Giunta delle elezioni e delle immunità parlamentari riguardanti elezioni contestate sono oggetto di discussione, ma - in assenza di ordini del giorni difformi formulati prima della chiusura della discussione da almeno venti Senatori - non si procede a votazione, intendendosi senz'altro approvate le conclusioni della Giunta.
Se invece i detti ordini del giorno sono avanzati, nelle forme previste dall'articolo 135-ter del Regolamento del Senato, allora si procede a votazione a scrutinio segreto, trattandosi di questioni riguardanti persone, ai sensi dell'articolo 113, comma 3, del Regolamento stesso.
Alla Camera la disposizione di cui al comma 2 dell'articolo 2 del Regolamento della Giunta delle elezioni (approvato dall'Assemblea nella XIII legislatura con la maggioranza prescritta dall'articolo 64 della Costituzione per l'adozione del Regolamento della Camera ed entrato in vigore il giorno precedente alla data di convocazione dei comizi per l'elezione della Camera dei deputati per la XIV legislatura) - in base alla quale «le votazioni in materia di verifica dei poteri, ineleggibilità, incompatibilità e decadenza non costituiscono votazioni riguardanti persone ai sensi dell'articolo 49, comma 1, del Regolamento della Camera» - ha trovato applicazione recentemente nella votazione a scrutinio palese dell'Assemblea sulle proposte di decadenza dei deputati Neri e Bodega, respinte il 7 giugno 2007.

### Procedura di decadenza
Ai fini del giudizio sulle incompatibilità, è necessario che entro trenta giorni dalla proclamazione i senatori trasmettano alla Giunta l'elenco di tutte le cariche e uffici a qualsiasi titolo ricoperti, retribuiti o gratuiti. Analoga comunicazione sono tenuti a trasmettere, entro trenta giorni, per le cariche e gli uffici, che vengono successivamente a rivestire o dismettere in corso di legislatura.
L'esame di tali comunicazioni spetta a un Comitato per l'esame delle cariche rivestite dai senatori ai fini del giudizio di compatibilità con il mandato parlamentare, nominato dal Presidente della Giunta e coordinato da un Vice Presidente, il quale riferisce e formula le conseguenti proposte alla Giunta. Può instaurarsi un contraddittorio con i senatori interessati e, nel caso in cui la Giunta dichiari una carica o un ufficio incompatibile con il mandato parlamentare, il senatore interessato è invitato a optare, entro il termine perentorio deliberato al riguardo dalla Giunta stessa.
In caso di mancata opzione, la Giunta dà inizio al procedimento per la dichiarazione di decadenza dal mandato parlamentare, secondo le procedure della contestazione di elezione vigenti per il giudizio di convalida; tuttavia, nei casi di ineleggibilità e di incompatibilità riconosciuti dalla Giunta all'unanimità, la Giunta stessa può deliberare con apposita votazione di prescindere dal procedimento di contestazione, pur presentando apposita relazione scritta al Senato, per le determinazioni conclusive dell'Assemblea.